# Facultatea de Științe ale Comunicării a Universității Politehnica Timișoara
Facultatea de Științe ale Comunicării din Timișoara este una dintre facultățile Universității Politehnica Timișoara.
Formată la 1 octombrie 2011 prin dezvoltarea Departamentului de Comunicare și Limbi străine al UPT, oferă studenților formarea de traducători și interpreți pentru domeniile economic, politic, administrativ, juridic, medical, turistic și educațional.
Actual oferă ciclurile de licență și masterat.
Evenimente organizate
Ultimul eveniment realizat de către Facultatea de Științe ale Comunicării  s-a adresat studenților de la specializarea Traducere și Interpretare (TI). Acest eveniment s-a intitulat ”Traducere tehnică. Probleme și soluții”, fiind la prima ediție . S-a desfășurat între 16 și 17 decembrie 2013, fiind un seminar științific studențesc.
O altă acțiune organizată de cadre didactice s-a numit ”The Sounds of a Country” , publicul țintă fiind studenții anului I de la Traducere și Interpretare.  Acest seminar este de exprimare orală în limba engleză, fiind organizat în 16 decembrie 2013.
Facultatea de Științe ale Comunicării a realizat un eveniment care a reunit atât foști studenți ai specializării Comunicare și Relații Publice (CRP), cât și actuali studenți, în care au fost susținute o serie de prezentări. În cadrul acestora, câțiva specialiști de Relații Publice și-au prezentat parcursul profesional, putând da sfaturi utile celor prezenți la eveniment. Această acțiune intitulată ”Foști studenți, actuali profesioniști” a avut loc în data de 6 decembrie 2013 și s-a încheiat cu prezentarea unui internship, organizat de Ctrl-D. 
Un alt eveniment desfășurat a fost sărbătorirea a 20 de ani de la înființarea specializării Comunicare profesională în cadrul Universității Politehnica Timișoara. Acest eveniment s-a desfășurat în cadrul Zilelor Politehnice, în perioada 8-15 noiembrie 2013 .
 Admitere
La Facultatea de Științe ale Comunicării se organizează, anual, admitere la ambele cicluri de studii universitare : licență și masterat.
La ciclul licență, forma de calcul pentru admitere este următoarea: se ia în considerare doar media de la examenul de bacalaureat . În ceea ce privește numărul de locuri pentru fiecare specializare, acestea sunt: la Comunicare și Relații Publice (CRP) sunt alocate 40 de locuri la fără taxă și 35 de locuri la cu taxă, în vreme ce la Traducere și Interpretare (TI) sunt 25 de locuri la fără taxă și 5 locuri la cu taxă. Trebuie specificat faptul că, prin alocare de la alte facultăți, numărul de locuri poate crește. Admiterea se realizează în două sesiuni: în iulie și în septembrie. Pe lângă această modalitate de admitere, și anume de a merge personal pentru predarea dosarului cu actele necesare, mai există și o a doua variantă: înscrierea online, banii pentru taxa de înscriere putând fi virați prin cont bancar.
La ciclul masterat, există și o etapă preliminară: susținerea unui interviu în fața comisiei de admitere . Acest interviu vizează aptitudinile de comunicare ale candidaților, dar și justificarea alegerii acestui program de master. Numărul de locuri alocat specializării Comunicare, Relații Publice și Media Digitală (CRPMD) este de 35 de locuri la fără taxă și 15 locuri la cu taxă. Există o singură sesiune de înscrieri, în luna septembrie. Forma de calcul a mediei de admitere vizează atât nota interviului, cât și media de la licență, plus un coeficient acordat în funcție de specializarea și universitatea absolvită. Spre deosebire de ciclul licență, la masterat înscrierea se face doar personal.Un lucru foarte important de precizat este acela că, odata admis, fiecare student (indiferent de ciclul de studii la care a fost admis)are asigurat un loc în cămin pe durata studiilor universitare, pe lângă alte facilități oferite .  
 Calitate și evaluare
Pentru evaluarea calității studiilor universitare există 2 comisii : una la nivelul facultății și una la nivelul departamentului. Fiecare comisie este alcătuită din cadre didactice dar și reprezentanți ai studenților. În ceea ce privește facultatea, cel care se ocupă de calitate are funcția de director,în vreme ce la nivelul departamentului există un responsabil de calitate.
Ca și modalități de evaluare, la specializarea Comunicare și Relații Publice se urmărește ca studenții să fie capabili să activeze pe piața muncii ca adevărați profesioniști. De asemenea, studenții pot urma și studii de masterat, pentru a aprofunda cunoștințele din domeniul relațiilor publice. La Traducere și Interpretare se urmărește formarea de traducători care să poată îndeplini cerințele oricărei organizații.
În ceea ce privește studiile de masterat, studenții de la Comunicare, Relații Publice și Media Digitală trebuie să fie capabili să poată combina studiile tehnice cu cele din domeniul comunicării.Acești studenți trebuie să știe sa activeze și în domeniul cercetării.
Calitatea studiilor universitare sunt evaluate prin intermediul unui chestionar care va fi completat de către studenți.
 Informații utile pentru studenți
Studenții din ciclul de studii de licență și masterat pot avea acces la diverse programe de studii și practică. În anul 2 al ciclului licență studenții trebuie să parcurgă un stagiu de practică, care poate fi realizat atât în țară cât și în străinătate.
La nivelul facultății există un departament numit Centrul de informare și consiliere a studenților , care poate oferi acestora diverse informații utile legate de situația școlară. Centrul este condus de către un director și are colaboratori care pot fi atât cadre didactice cât și studenți. Există și o ligă a studenților care le furnizează informații și din afara ariei curiculare.
Există activități extracuriculare care vin în ajutorul formării studenților ca profesioniști ai domeniului pe care îl studiază. 